# 제23회 미국 감독 조합상
제23회 미국 감독 조합상은 1970년 뛰어난 활동을 보인 영화 감독을 기리기 위해 1971년 3월에 열린 시상식이다. 뉴욕, Waldorf-Astoria Hotel에서 개최되었다.

## 수상 및 후보

### 감독상(영화부문)
- 패튼 대전차 군단 - 프랭크린 J. 샤프너 수상